# مسیر مادر
مسیر مادر به (انگلیسی:Ruta Madre) یک فیلم کمدی-درام محصول مکزیک-آمریکا در سال ۲۰۱۹ می‌باشد.

## بازیگران
- پاولینا گایتان
- لیا ماری جانسن
- دیوید کاسترو
- هکتور خیمنز
- پال رودریگز
- ویلیام میلر